# Гамбург-Лангенбек
Лангенбек (нім. Langenbek) — частина району Гарбург вільного та ганзейського міста Гамбург. З площею 0,838 км² Лангенбек є четвертою найменшою частиною Гамбурга після Штерншанце, Гогелуфт-Ост та Гогелуфт-Вест.